# لويس دياز (دراج)
لويس دياز (بالإسبانية: Luis Hernán Díaz)‏ هو دراج كولومبي، ولد في 5 سبتمبر 1945.

## وصلات خارجية
- لويس دياز على موقع أرشيف الدراجات (الإنجليزية)
- لويس دياز على موقع إحصائيات الدراجات الإحترافية (الإنجليزية)
- لويس دياز على موقع أوليمبيديا (الإنجليزية)